# Střelila jsem Andyho Warhola
Střelila jsem Andyho Warhola, v originále I Shot Andy Warhol je britsko-americké filmové drama. Jde o debutový film kanadské režisérky Mary Harron z roku 1996. Film pojednává o americké feministce Valerie Solanas, která postřelila Andyho Warhola. Autorem hudby k filmu je John Cale (který v šedesátých letech spolupracoval s Warholem) a Cale s režisérkou spolupracoval ještě o několik let později na filmu Americké psycho.

## Obsazení
| Lili Taylor       | Valerie Solanas  |
| Jared Harris      | Andy Warhol      |
| Martha Plimpton   | Stevie           |
| Lothaire Bluteau  | Maurice Girodias |
| Tahnee Welch      | Viva             |
| Michael Imperioli | Ondine           |
| Jill Hennessy     | Laura            |
| Stephen Dorff     | Candy Darling    |
| Justin Theroux    | Mark             |
| Bill Sage         | Tom Baker        |